# 이형원 (배우)
이형원(1990년 1월 19일 ~ )은 대한민국의 배우이다.

## 학력
- 부산 대동고등학교
- 경성대학교 연극영화학과

## 출연작

### 영화
- 《항거: 유관순 이야기》 (2019년) - 세탁소 간수 역
- 《창궐》 (2018년) - 부용루르레브 2 역
- 《1987》 (2017년) - 시위대 역
- 《미옥》 (2017년) - 공명패밀리들 역
- 《우리들의 일기》 (2017년) - 필호 역
- 《눈이라도 내렸으면》 (2016년) - 아는 오빠 친구 역
- 《영도》 (2015년) - 일진 역
- 《외출》 (2015년) - 소년원 남자 역
- 《콘돌은 날아간다》 (2013년) - 청년신자들 역